# Pieśń Patriotyczna
Pieśń Patriotyczna (ros. Патриотическая песня) – utwór instrumentalny bez tekstu słownego, będący hymnem państwowym Federacji Rosyjskiej w latach 1991–2000, oraz 1990 do 1991 Rosyjskiej Federacyjnej Socjalistycznej Republiki Radzieckiej. Skomponował go rosyjski kompozytor Michaił Glinka w 1833 roku pod tytułem «Motif de chant national».
Wykonywano tylko pompatyczną melodię, urzędowego tekstu nie napisano. Jednakże docent Konstantin Nikitin z Konserwatorium Petersburskiego uważa, że utwór bazuje ściśle na polskim hymnie religijnym Kryste, dniu naszei światłości Wacława z Szamotuł. Natomiast zdaniem historyka Siergieja Makina Michaił Glinka mógł raczej rozważać użycie tej muzyki w operze Iwan Susanin – do instrumentalnej charakterystyki polskich interwentów podczas Smuty. Stąd zapis znalazł się w rękopisach kompozytora. Wkrótce po publikacji artykułów Konstantina Nikitina i Siergieja Makina w Rosji zastąpiono Pieśń Patriotyczną, przywracając melodię hymnu Związku Radzieckiego skomponowaną przez Aleksandra Wasiljewicza Aleksandrowa, za to z całkiem nowym tekstem. Por.: „Российская газета” – 25.05.2000 oraz miesięcznik „Совершенно секретно” – №12 z 2000 r.
W roku 1991 rozpisano konkurs na słowa do hymnu. Istniały też stare warianty tekstu, np. O, Boże! Pobłogosław Rosję. Zgłoszono około 2000 propozycji słów, lecz w 1997 roku wybrany został tekst Sław’sia, Rossija. Nie został on jednak oficjalnie hymnem, ponieważ w roku 2000 na wniosek nowego prezydenta Rosji Władimira Władimirowicza Putina jako hymn Rosji przywrócono melodię utworu Aleksandra Wasiljewicza Aleksandrowa – dawny hymn Związku Radzieckiego.

## Tekst oficjalny
Transkrypcja polska jest zgodna z ogólnie przyjętymi zasadami.
| Славься, Россия Славься, славься, родина – Россия! Сквозь века и грозы ты прошла И сияет солнце над тобою И судьба твоя светла. Над старинным московским Кремлём Вьётся знамя с двуглавым орлом И звучат священные слова: Славься, Русь – Отчизна моя! | Sław´sia, Rossija Sławʹsia, sławʹsia, rodina – Rossija! Skwoź wieka i grozy ty proszła I sijajet sołnce nad toboju I sudʹba twoja swietła. Nad starinnym moskowskim Kriemlom Wjotsia znamia s dwugławym orłom I zwuczat swiaszczennyje słowa: Sławʹsia, Ruś – Otczizna moja! | Chwała Rosji Chwała, chwała ojczyźnie – Rosji! Skroś wieki i burze ty przeszłaś Słońce promieniuje nad tobą Twa przyszłość jest świetlana. Nad prastarym moskiewskim Kremlem Powiewa sztandar z dwugłowym orłem I rozbrzmiewają te święte słowa: Chwała Rusi – ojczyźnie mojej! |